# Araneoïdeus
Els araneoïdeus (Araneoidea) són una antiga superfamília d'aranyes araneomorfes, amb catorze famílies, totes amb vuit ulls:
- Anàpids (Anapidae)
- Aranèids (Araneidae)
- Ciatolípids (Cyatholipidae)
- Linífids (Linyphiidae)
- Mismènids (Mysmenidae)
- Nestícids (Nesticidae)
- Pimòids (Pimoidae)
- Simfitognàtids (Symphytognathidae)
- Sinàfrids (Synaphridae)
- Sinotàxids (Synotaxidae)
- Tetragnàtids (Tetragnathidae)
- Nefílids (Nephilidae)
- Terídids (Theridiidae)
- Teridiosomàtids (Theridiosomatidae)

Les aranyes, tradicionalment, havien estat classificades en famílies que van ser agrupades en superfamílies. Quan es van aplicar anàlisis més rigorosos, com la cladística, es va fer evident que la major part de les principals agrupacions utilitzades durant el segle XX no eren compatibles amb les noves dades. Actualment, els llistats d'aranyes, com ara el World Spider Catalog, ja ignoren la classificació de superfamílies.